# Agitation
Agitation (af latin agitare: bevæge) er en måde at påvirke mennesker. I modsætning til propaganda, der bruges til at udbrede (ofte komplekse) ideer (f.eks. en ideologi eller en religion), har agitation til formål at udbrede mere enkle ideer og at inspirere folk til handling her og nu, at ”rive folk med”. Agitation foregår ofte ved at holde en tale, men kan også foregå på andre måder. Agitatoren kan tage udgangspunkt i konkrete forhold, som f.eks. en oplevet uretfærdighed og appellere til folks retfærdighedsfølelse.